# Distretto di Yenice (Çanakkale)
Il distretto di Yenice (in turco Yenice ilçesi) è uno dei distretti della provincia di Çanakkale, in Turchia.